# 649 (číslo)
Šest set čtyřicet devět je přirozené číslo. Následuje po číslu šest set čtyřicet osm a předchází číslu šest set padesát. Římskými číslicemi se zapisuje DCXLIX nebo IDCL a řeckými číslicemi χμθ.

## Matematika
649 je:
- Deficientní číslo
- Poloprvočíslo
- Šťastné číslo

## Astronomie
- (649) Josefa je planetka hlavního pásu, kterou objevil v roce 1907 August Kopff

## Roky
- 649
- 649 př. n. l.